# 燎原街道 (哈尔滨市)

燎原街道是中华人民共和国黑龙江省哈尔滨市南岗区下辖的一个乡镇级行政单位。建于1946年8月，位于南岗区东北角，北与道外区相邻。

## 行政区划
燎原街道下辖以下地区：
公安街社区、新发中学社区、同乐社区、文化家园社区、省军区社区、哈工程大学社区、哈烟厂社区和文庙社区。